# Gösta Westerlund (musiker)
Bror Gösta Westerlund, född 21 september 1907 i Njurunda församling, Västernorrlands län, död 4 juni 1980 i Älvsjö, var en svensk kapellmästare och musiker (dragspel).
Westerlund omnämns i Povel Ramels Birth of the gammeldans från revyn På avigan (1966). Han är begravd på Skogskyrkogården i Stockholm.